# نلخاص علیا
نَلْخاصِ علیا یا نلخاص بالا روستایی است در شهرستان بروجرد در استان لرستان. این روستا در دهستان شیروان در بخش مرکزی این شهرستان قرار دارد.

## جمعیت
بنابر سرشماری مرکز آمار ایران، جمعیت این روستا در سال ۱۳۸۵، برابر با ۱۴۸ نفر بوده‌است که از این میان ۸۰ نفر مرد و بقیه زن بوده‌اند. نلخاص علیا ۳۲ خانوار جمعیت دارد.